# 사모아의 국기

사모아의 국기 비율 1:2

사모아의 국기는 유엔 신탁통치령 시대였던 1949년 2월 24일에 제정되었으며 1962년 1월 1일에 독립과 함께 채택되었다.
빨간색 바탕에 왼쪽 상단에 그려져 있는 작은 파란색 직사각형 안에는 하얀색 남십자자리가 그려져 있다. 빨간색은 충성, 하얀색은 순결, 파란색은 애국심과 남태평양을, 파란색 바탕의 5개의 남십자자리는 그 나라의 위치를 나타냄과 동시에 역사적으로 관계가 깊은 뉴질랜드를 의미한다.
1948년 5월 26일에 제정되었던 당시의 국기에는 뉴질랜드의 국기와 같이 4개의 별이 그려져 있었으나 1949년 2월 24일에 1개의 별을 추가한 5개의 별로 수정되었다.

## 색상
| 색상 | 빨강                | 파랑               | 하양                  |
| ---- | ------------------- | ------------------ | --------------------- |
| RGB  | 206–17–38 (#CE1126) | 0–63–135 (#003F87) | 255–255–255 (#FFFFFF) |

## 역대 사모아의 국기

독일령 사모아의 기 (1900년 3월 1일 ~ 1914년 8월 29일)
제안된 독일령 사모아의 기 (채택되지는 않았음)
독일령 사모아의 기
뉴질랜드령 사모아의 기 (1914년 8월 29일 ~ 1922년 7월 30일)
서사모아의 기 (1922년 7월 30일 ~ 1962년 1월 1일)

## 같이 보기
- 중화민국의 국기
- 미얀마의 국기